# Ново-Алексеевское (Тверская область)
Ново-Алексеевское  — деревня в Ржевском муниципальном округе Тверской области.

## География
Находится в южной части Тверской области на расстоянии приблизительно 31 км по прямой на северо-запад от города Ржев на правом берегу Волги.

## История
В 1859 году здесь (усадьба Алексеевское (Драчилово) Ржевского уезда Тверской губернии) был учтен 1 двор, в 1939—11. Входила до 2013 года в состав сельского поселения «Шолохово», с 2013 до 2022 года в состав сельского поселения «Итомля» до его упразднения.

## Население
Численность населения: 42 человека (1859 год), 4 (русские 100 %) в 2002 году, 1 в 2010.